# Samuel E. Wright
Samuel E. Wright (Camden (South Carolina), 20 november 1946 – Walden (New York), 24 mei 2021) was een Amerikaans acteur, stemacteur en zanger.

## Biografie
Wright begon met acteren in het theater, hij maakte in 1971 zijn debuut op Broadway met de musical Jesus Christ Superstar. Hierna heeft hij nog meerdere rollen gespeel op Broadway en off-Broadway.
Wright begon in 1979 met acteren op televisie in de film Hollow Image. Hierna heeft hij nog meerdere rollen gespeeld in films en televisieseries zoals Enos (1980-1981), The Little Mermaid (1989), Dinosaur (2000), House of Mouse (2001-2002) en The Little Mermaid: Ariel's Beginning (2008). Veelal is hij actief met het inspreken van animatiefilms en animatieseries van The Little Mermaid als Sebastiaan de krab.
Wright was ook actief als zanger, zo heeft hij voor de animatiefilm The Little Mermaid verschillende liedjes gezongen als Sebastian de krab zoals Under the Sea. In 1973 bracht hij een album uit met soul muziek met de naam There's Something Funny Going On.
Wright had een school voor drama in Walden (New York) genaamd Hudson Valley Conservatory.
Hij overleed op 74-jarige leeftijd aan de gevolgen van prostaatkanker.

## Filmografie

### Films
- 1993 Strapped – als Dave
- 1991 Separate But Equal – als Artis Patterson
- 1988 Ich und Er – als ambulancebroeder
- 1988 Bird – als Dizzy Gillespie
- 1985 Brass – als Michael Shore
- 1982 The Neighborhood – als verhuizende man
- 1979 Hollow Image – als Scotty

### Animatiefilms
- 2008 The Little Mermaid: Ariels Beginning – als Sebastiaan
- 2000 The Little Mermaid II: Return to the Sea – als Sebastiaan
- 2000 Dinosaur – als Kron
- 1999 Giggles – als Sebastiaan
- 1991 Sebastian's Carribbean Jamboree – als Sebastiaan
- 1989 The Little Mermaid – als Sebastiaan

### Televisieseries
Uitgezonderd eenmalige gastrollen.
- 2005 Jonny Zero – als Jericho / Dante – 7 afl.
- 1993 Queen – als Alfred - miniserie
- 1980 – 1981 Enos – als Turk Adams – 17 afl.

### Animatieseries
Uitgezonderd eenmalige gastrollen.
- 2001 – 2002 House of Mouse – als Sebastiaan – 6 afl.
- 1992 – 1994 The Little Mermaid – als Sebastiaan – 31 afl.
- 1993 Marsupilami – als Sebastiaan – 8 afl.

### Computerspellen
- 1999 Arcade Frenzy – als Sebastiaan

## Theaterwerk opBroadway
- 1997 – 2021 The Lion King – als Mufasa
- 1991 Mule Bone – als Joe Clark
- 1989 Welcome to the Club – als Bruce Aiken
- 1983 – 1985 The Tap Dance Kid – als William
- 1974 – 1975 Over Here! – als Sam
- 1972 – 1977 Pippin – als hoofdrolspeler
- 1971 – 1973 Two Gentleman of Verona – als Valentine
- 1971 – 1973 Jesus Christ Superstar – als Apostel / Leper / verslaggever

- Bibsys: 9067882
- Bibliothèque nationale de France: cb142402113 (data)
- Gemeinsame Normdatei: 135503302
- International Standard Name Identifier: 0000 0003 7302 5658
- Library of Congress Control Number: n92043591
- MusicBrainz: 32c95bd9-68ee-4f64-923c-530de6b283a1
- Nationale Bibliotheek van Israël: 987007350658505171
- Virtual International Authority File: 268692828
- WorldCat: E39PBJyWYgfqk3rbKt9p8tXw4q